# جاشوا زیرکزی
جوشوا زیرکزی (زاده ۲۲ مه ۲۰۰۱) یک بازیکن فوتبال اهل هلند است که در پست مهاجم برای تیم باشگاه فوتبال منچستریونایتد  بازی می‌کند.

## دوران باشگاهی
در اواسط سال ۲۰۱۷، زیرکزی آکادمی فاینورد هلند را ترک کرد تا به جمع باواریایی‌ها بپیوندد.
در تاریخ ۱ مارس ۲۰۱۹، زیرکزی در اولین بازی خود برای بایرن مونیخ ۲ هتریک کرد. درست یک روز بعد، او در مسابقات زیر ۱۹ سال در مقابل نورنبرگ گل پیروزی را به ثمر رساند . زیرکزی اولین بازی حرفه ای خود را برای بایرن مونیخ ۲ در لیگا ۳ در تاریخ ۲۰ ژوئیه ۲۰۱۹ انجام داد. او در دقیقه ۷۴ به عنوان تعویضی در بازی با وورتسبورگ کیکرز به میدان آمد
در ۱۱ دسامبر ۲۰۱۹، زیرکزی اولین بازی خود را برای تیم اول بایرن مقابل تاتنهام در مرحله گروهی لیگ قهرمانان اروپا انجام داد. او سپس در تاریخ ۱۸ دسامبر به عنوان بازیکن تعویضی در بازی مقابل فرایبورگ به میدان رفت. او اندکی پس از ورود به زمین موفق به گلزنی شد. اندکی پس از آن سرژ گنابری گل بعدی را به ثمر رساند تا بازی ۳–۱ شود. دو روز بعد، او دوباره به عنوان تعویضی به زمین آمد و گل پیروزی بایرن را در برابر ولفسبورگ را به ثمر رساند. او در اولین فصل حضور خود در بایرن مونیخ جام‌های قهرمانی سه‌گانه‌ی قاره اروپا را کسب کرد.

## دوران ملی
زیرکزی متولد هلند است و تبار نیجریه‌ای دارد. او برای تیم ملی جوانان هلند بازی می‌کند.

## افتخارات
بایرن مونیخ ۲
- رجیونالیگا بایرن ۲۰۱۸/۱۹
- جام بین‌المللی لیگ برتر ۲۰۱۸/۱۹[۸]

بایرن مونیخ
بوندسلیگا: ۲۰۱۹-۲۰۲۰
جام دی اف‌بی‌پوکال: ۲۰۱۹-۲۰۲۰
سوپرکاپ دی‌اف‌ال: ۲۰۲۰، ۲۰۲۲
لیگ قهرمانان اروپا: ۲۰۱۹-۲۰۲۰
سوپر جام یوفا: ۲۰۲۰